# Torneig d'escacs Tata Steel de 2017

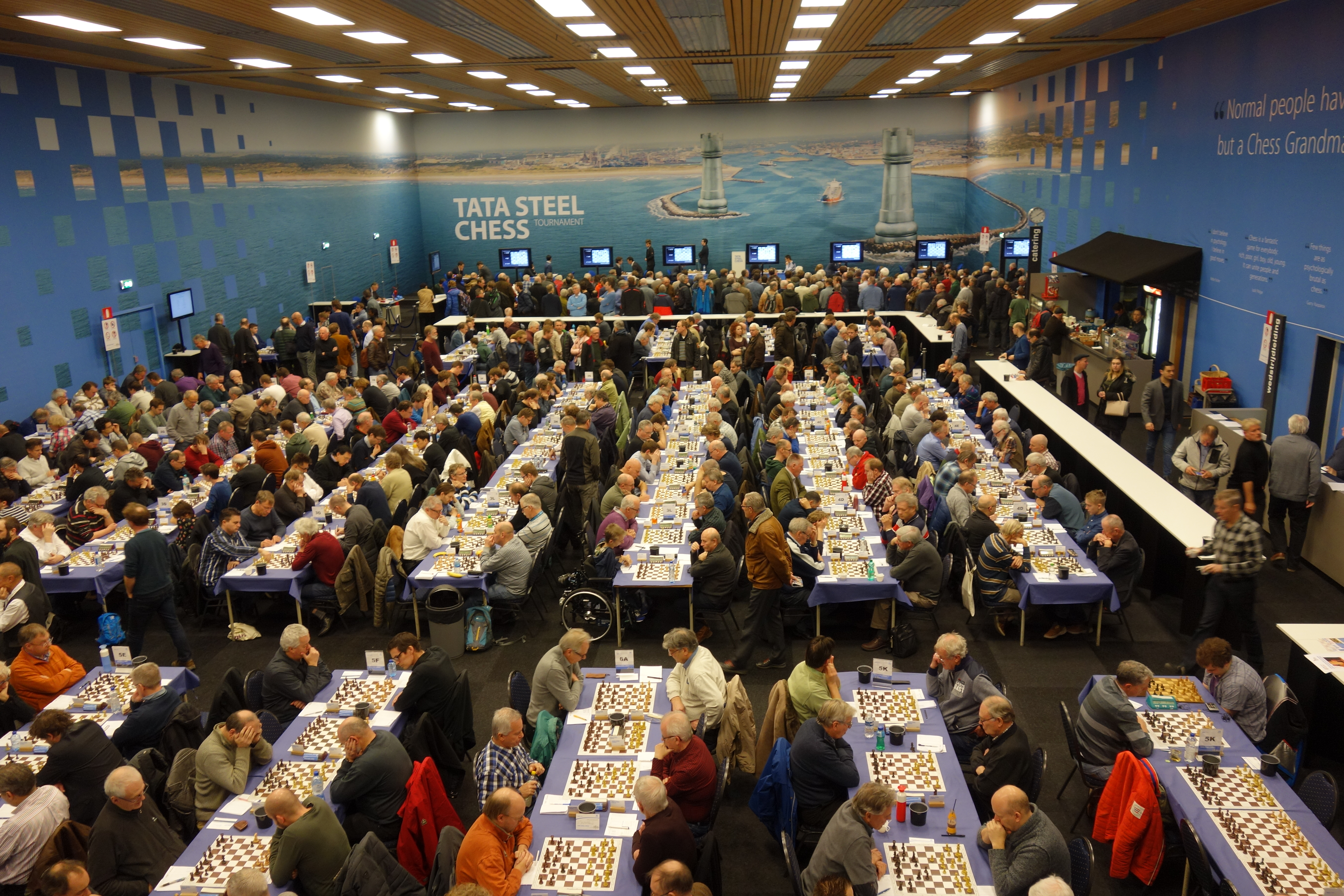
Wijk aan Zee 2017

El Torneig d'escacs Tata Steel 2017 va ser un torneig d'escacs que va tenir lloc a Wijk Aan Zee, Amsterdam i Utrecht (als Països Baixos) entre els dies 13 i el 29 de gener de 2017. El torneig es va celebrar pel sistema de tots contra tots amb 13 de rondes.
El control de temps fou de 100 minuts per les primeres 40 jugades, més 50 minuts per les següents 20 jugades, i finalment 15 minuts més per a la resta de la partida. Després de cada moviment hi havia 30 segons addicionals.

## Classificació
| #  | Jugador              | País            | Elo  | 1 | 2 | 3 | 4 | 5 | 6 | 7 | 8 | 9 | 10 | 11 | 12 | 13 | 14 | + | − | =  | Punts |
| -- | -------------------- | --------------- | ---- | - | - | - | - | - | - | - | - | - | -- | -- | -- | -- | -- | - | - | -- | ----- |
| 1  | Wesley So            | Estats Units    | 2808 | * | ½ | ½ | ½ | ½ | ½ | ½ | ½ | 1 | ½  | 1  | 1  | 1  | 1  | 5 | 0 | 8  | 9     |
| 2  | Magnus Carlsen       | Noruega         | 2831 | ½ | * | ½ | ½ | 1 | ½ | 1 | ½ | ½ | ½  | 1  | ½  | 0  | 1  | 4 | 1 | 8  | 8     |
| 3  | Baskaran Adhiban     | Índia           | 2816 | ½ | ½ | * | ½ | ½ | 1 | 0 | ½ | 0 | 1  | 1  | ½  | 1  | ½  | 4 | 2 | 7  | 7½    |
| 4  | Levon Aronian        | Armènia         | 2806 | ½ | ½ | ½ | * | ½ | 0 | 1 | 1 | ½ | 0  | ½  | ½  | 1  | 1  | 4 | 2 | 7  | 7½    |
| 5  | Wei Yi               | R.P. de la Xina | 2850 | ½ | 0 | ½ | ½ | * | 1 | ½ | ½ | ½ | ½  | 0  | 1  | 1  | 1  | 4 | 2 | 7  | 7½    |
| 6  | Serguei Kariakin     | Rússia          | 2777 | ½ | ½ | 0 | 1 | 0 | * | ½ | ½ | ½ | 1  | ½  | ½  | ½  | 1  | 3 | 2 | 8  | 7     |
| 7  | Pàvel Eliànov        | Ucraïna         | 2780 | ½ | 0 | 1 | 0 | ½ | ½ | * | ½ | ½ | ½  | ½  | ½  | 1  | 1  | 3 | 2 | 8  | 7     |
| 8  | Anish Giri           | Països Baixos   | 2749 | ½ | ½ | ½ | 0 | ½ | ½ | ½ | * | ½ | ½  | ½  | 1  | ½  | ½  | 1 | 1 | 11 | 6½    |
| 9  | Pendyala Harikrishna | Índia           | 2721 | 0 | ½ | 1 | ½ | ½ | ½ | ½ | ½ | * | ½  | ½  | ½  | ½  | 0  | 1 | 2 | 10 | 6     |
| 10 | Dmitri Andreikin     | Rússia          | 2723 | ½ | ½ | 0 | 1 | ½ | 0 | ½ | ½ | ½ | *  | ½  | ½  | ½  | ½  | 1 | 2 | 10 | 6     |
| 11 | Radosław Wojtaszek   | Polònia         | 2722 | 0 | 0 | 0 | ½ | 1 | ½ | ½ | ½ | ½ | ½  | *  | ½  | ½  | 1  | 2 | 3 | 8  | 6     |
| 12 | Ian Nepómniasxi      | Rússia          | 2663 | 0 | ½ | ½ | ½ | 0 | ½ | ½ | 0 | ½ | ½  | ½  | *  | ½  | ½  | 0 | 3 | 10 | 5     |
| 13 | Richárd Rapport      | Hongria         | 2702 | 0 | 1 | 0 | 0 | 0 | ½ | 0 | ½ | ½ | ½  | ½  | ½  | *  | ½  | 1 | 5 | 7  | 4½    |
| 14 | Loek van Wely        | Països Baixos   | 2695 | 0 | 0 | ½ | 0 | 0 | 0 | 0 | ½ | 1 | ½  | 0  | ½  | ½  | *  | 1 | 7 | 5  | 3½    |